# متیوز (میزوری)
متیوز (به انگلیسی: Matthews) یک شهر در ایالات متحده آمریکا است که در شهرستان نیو مادرید، میزوری واقع شده‌است. متیوز ۵٫۰۸ کیلومتر مربع مساحت و ۶۲۸ نفر جمعیت دارد و ۹۵ متر بالاتر از سطح دریا قرار دارد.